# Fregetta
Fregetta is een geslacht van vogels uit de familie zuidelijke stormvogeltjes. De volgende soorten zijn ingedeeld bij het geslacht:
- Fregetta grallaria  – Witbuikstormvogeltje
- Fregetta lineata  – Nieuw-Caledonisch stormvogeltje
- Fregetta maoriana  – Nieuw-Zeelands stormvogeltje
- Fregetta tropica  – Zwartbuikstormvogeltje